# اچ‌ام‌اس نیویورک (۱۶۵۴)
اچ‌ام‌اس نیویورک (۱۶۵۴) (به انگلیسی: HMS York (1654)) یک کشتی بود که طول آن ۱۱۶ فوت (۳۵٫۴ متر) بود.